# Női 100 méteres pillangóúszás a 2011. évi nyári európai ifjúsági olimpiai fesztiválon
A Trabzonban rendezett 2011. évi nyári európai ifjúsági olimpiai fesztiválon az úszó versenyszámok közül a női 100 méteres pillangóúszást  július 25-én rendezték.

## Előfutamok
| H   | F | Név                      | Nemzet             | E       | Mj   |
| --- | - | ------------------------ | ------------------ | ------- | ---- |
| 1.  | 3 | Marie Wattel             | Franciaország      | 1:01.44 | QA   |
| 2.  | 1 | Anastasia Guzhenkova     | Oroszország        | 1:02.24 | QA   |
| 3.  | 3 | Nastja Govejsek          | Szlovénia          | 1:02.90 | QA   |
| 4.  | 1 | Juhász Adél              | Magyarország       | 1:03.43 | QA   |
| 5.  | 2 | Paula Sanchez            | Spanyolország      | 1:03.73 | QA   |
| 6.  | 2 | Claudia Tarzia           | Olaszország        | 1:03.75 | QA   |
| 7.  | 1 | Benedetta Cena           | Svájc              | 1:04.35 | QA   |
| 8.  | 3 | Shauntelle Austin        | Egyesült Királyság | 1:04.36 | QA/B |
| 8.  | 2 | Lise-Lotte Bentin        | Dánia              | 1:04.36 | QA/B |
| 10. | 2 | Rosalie Kaethner         | Németország        | 1:04.48 | QB   |
| 11. | 1 | Elin Podeus              | Svédország         | 1:04.71 | QB   |
| 12. | 3 | Ines Fernandes           | Portugália         | 1:04.78 | QB   |
| 13. | 1 | Katharina Himmler        | Ausztria           | 1:04.89 | QB   |
| 14. | 3 | Lucie Svecena            | Csehország         | 1:05.31 | QB   |
| 15. | 2 | Laura Maki               | Finnország         | 1:05.46 | QB   |
| 16. | 3 | Clodagh Margaret Flood   | Írország           | 1:05.96 | QB   |
| 17. | 2 | Elif Nur Nas             | Törökország        | 1:06.28 |      |
| 18. | 1 | Agnieszka Monik Scieszko | Lengyelország      | 1:08.19 |      |
| 19. | 2 | Marianthi Radou          | Görögország        | 1:08.30 |      |
| 20. | 3 | Guy Shilon               | Izrael             | 1:08.48 |      |
| 21. | 1 | Anastasia Antonova       | Moldova            | 1:09.58 |      |
| 22. | 3 | Kristina Jumankina       | Észtország         | 1:11.60 |      |
| 23. | 2 | Velina Stefano Lichovska | Bulgária           | 1:13.13 |      |
| 24. | 1 | Afsana Ismayilova        | Azerbajdzsán       | 1:17.89 |      |

## Szétúszás
| H  | P | Név               | Nemzet             | E       | Mj |
| -- | - | ----------------- | ------------------ | ------- | -- |
| 1. | 5 | Shauntelle Austin | Egyesült Királyság | 1:03.76 | QA |
| 2. | 4 | Lise-Lotte Bentin | Dánia              | 1:04.71 | QB |

## Döntő
| A döntő | A döntő                | A döntő            | A döntő | A döntő |
| H       | Név                    | Nemzet             | E       | Mj      |
| ------- | ---------------------- | ------------------ | ------- | ------- |
| Arany   | Anastasia Guzhenkova   | Oroszország        | 1:01.49 |         |
| Ezüst   | Marie Wattel           | Franciaország      | 1:01.74 |         |
| Bronz   | Juhász Adél            | Magyarország       | 1:02.44 |         |
| 4       | Claudia Tarzia         | Olaszország        | 1:02.56 |         |
| 5       | Nastja Govejsek        | Szlovénia          | 1:02.97 |         |
| 6       | Paula Sanchez          | Spanyolország      | 1:03.14 |         |
| 7       | Shauntelle Austin      | Egyesült Királyság | 1:03.96 |         |
| 8       | Benedetta Cena         | Svájc              | 1:05.02 |         |
| B döntő |                        |                    |         |         |
| H       | Név                    | Nemzet             | E       | Mj      |
| 1       | Ines Fernandes         | Portugália         | 1:03.88 |         |
| 2       | Lise-Lotte Bentin      | Dánia              | 1:04.20 |         |
| 3       | Katharina Himmler      | Ausztria           | 1:04.37 |         |
| 4       | Lucie Svecena          | Csehország         | 1:04.40 |         |
| 5       | Elin Podeus            | Svédország         | 1:04.48 |         |
| 6       | Elif Nur Nas           | Törökország        | 1:05.55 |         |
| 7       | Clodagh Margaret Flood | Írország           | 1:05.71 |         |
| 8       | Laura Maki             | Finnország         | 1:05.83 |         |